# Begonia bonii
Espèce
Synonymes
- Begonia bonii var. bonii[1]

Begonia bonii est une espèce de plantes de la famille des Begoniaceae.
L'espèce fait partie de la section Jackia.
Elle a été décrite en 1919 par François Gagnepain (1866-1952).
En 2018, l'espèce a été assignée à une nouvelle section Jackia, au lieu de la section Coelocentrum.

## Répartition géographique
Cette espèce est originaire des pays suivants : Chine ; Viet Nam.

## Liste des variétés
Selon Catalogue of Life (6 février 2017), World Checklist of Selected Plant Families (WCSP) (6 février 2017) et Tropicos (6 février 2017) :
- variété Begonia bonii var. bonii
- variété Begonia bonii var. remotisetulosa Y.M.Shui & W.H.Chen (2005)